# Lancer du javelot féminin aux Jeux olympiques d'été de 1984
Navigation
Moscou 1980 Séoul 1988
L'épreuve du lancer du javelot féminin aux Jeux olympiques de 1984 s'est déroulée les 5 et 6 août 1984 au Memorial Coliseum de Los Angeles, aux  États-Unis.  Elle est remportée par la Britannique Tessa Sanderson qui établit un nouveau record olympique avec un lancer à 69,56 m .

## Résultats

### Finale
| Rang               | Athlète          | Pays                 | Essais | Essais | Essais | Essais | Essais | Essais | Marque       |
| Rang               | Athlète          | Pays                 | 1      | 2      | 3      | 4      | 5      | 6      | Marque       |
| ------------------ | ---------------- | -------------------- | ------ | ------ | ------ | ------ | ------ | ------ | ------------ |
| Médaille d'or      | Tessa Sanderson  | Grande-Bretagne      | 69.56  | 66.56  | 63.68  | 64.84  | 66.86  | 64.10  | 69,56 m (OR) |
| Médaille d'argent  | Tiina Lillak     | Finlande             | 61.14  | 69.00  | X      | X      | X      | X      | 69,00 m      |
| Médaille de bronze | Fatima Whitbread | Grande-Bretagne      | 64.52  | 65.42  | X      | 65.82  | 67.14  | X      | 67,14 m      |
| 4                  | Tuula Laaksalo   | Finlande             | 56.42  | 61.36  | X      | 66.40  | 59.64  | 65.72  | 66,40 m      |
| 5                  | Trine Solberg    | Norvège              | 64.52  | 60.90  | X      | X      | X      | X      | 64,52 m      |
| 6                  | Ingrid Thyssen   | Allemagne de l'Ouest | 61.12  | 63.26  | 55.64  | 55.96  | 60.42  | 56.26  | 63,26 m      |
| 7                  | Beate Peters     | Allemagne de l'Ouest | 61.84  | 59.90  | X      | 61.24  | 57.98  | 62.34  | 62,34 m      |
| 8                  | Karin Smith      | États-Unis           | 60.54  | X      | 55.92  | 59.14  | X      | 62.06  | 62,06 m      |
| 9                  | Sharon Gibson    | Grande-Bretagne      | 54.96  | X      | 59.66  |        |        |        | 59,66 m      |
| 10                 | Cathy Sulinski   | États-Unis           | 54.26  | 58.38  | X      |        |        |        | 58,38 m      |
| 11                 | Helena Laine     | Finlande             | X      | X      | 58.18  |        |        |        | 58,18 m      |
| 12                 | Petra Rivers     | Australie            | 55.66  | 56.20  | X      |        |        |        | 56,20 m      |

## Légende
Records et Performances
- AR : Record continental (area record)
- CR : Record des championnats (championship record)
- MR : Record du meeting (meet record)
- NR : Record national (national record)
- OR : Record olympique (olympic record)
- PR : Record paralympique (paralympic record)
- PB : Record personnel (personal best)
- SB : Meilleure performance personnelle de la saison (season's best)
- WL : Meilleure performance mondiale de l'année (world leader)
- WJR : Record du monde junior (world junior record)
- WR : Record du monde (world record)

Circonstances et Conditions
- DNF : N'a pas terminé (did not finish)
- DNS : N'a pas pris le départ (did not start)
- DQ : Disqualification (disqualification)
- NM : Aucun essai valable enregistré (No Mark)
- Q : Qualifié « directement » au prochain tour (ou à la prochaine compétition), lors d'une compétition majeure, grâce au classement ou à la réalisation des minima (automatic qualifier)
- q : Qualifié au prochain tour (ou à la prochaine compétition), lors d'une compétition majeure, grâce au repêchage ou à la réalisation de l'une des meilleures performances parmi celles des « non qualifiés directement » (grâce au meilleur temps ou à la meilleure distance par exemple) (secondary qualifier)